# Ellobius lutescens
Ellobius lutescens е вид бозайник от семейство Хомякови (Cricetidae).

## Разпространение
Видът е разпространен в Армения, Азербейджан, Грузия, Иран и Турция.